# Шермбек
Шермбек (нім. Schermbeck) — громада в Німеччині, знаходиться в землі Північний Рейн-Вестфалія. Підпорядковується адміністративному округу Дюссельдорф. Входить до складу району Везель.
Площа — 110,74 км2. Населення становить 13 541 ос. (станом на 31 грудня 2020).

## Географія

### Адміністративний поділ
Громада  складається з 8 районів:
- Альтшермбек
- Бріхт
- Дамм
- Деммервальд
- Гален
- Офербек
- Шермбек
- Везелервальд